# Urbanistica di Paternò
L'urbanistica di Paternò ha subìto notevoli mutamenti nel corso dei secoli, in modo particolare a partire dal XVI secolo, quando l'abitato della città si spostò dal colle alla pianura sottostante.

## Le origini e il nucleo storico
Il primo nucleo abitativo della città di Paternò si sviluppò nella collina di origine vulcanica, oggi denominata "Collina storica", probabilmente nel Neolitico. Fu probabilmente un villaggio abitato dai Sicani, poi cacciati dai Siculi.
Questo villaggio venne identificato in età antica come Inessa o Hybla Gereatis, ma fino ad oggi non è possibile stabilire quale di queste due antiche città corrispondano alla attuale Paternò, il cui toponimo comparve sotto la dominazione bizantina, e che nelle successive dominazioni divenne, Batarnù agli inizi del X secolo sotto i Saraceni e, Paternionis nella seconda metà del secolo successivo sotto i Normanni.

## Il periodo arabo-normanno

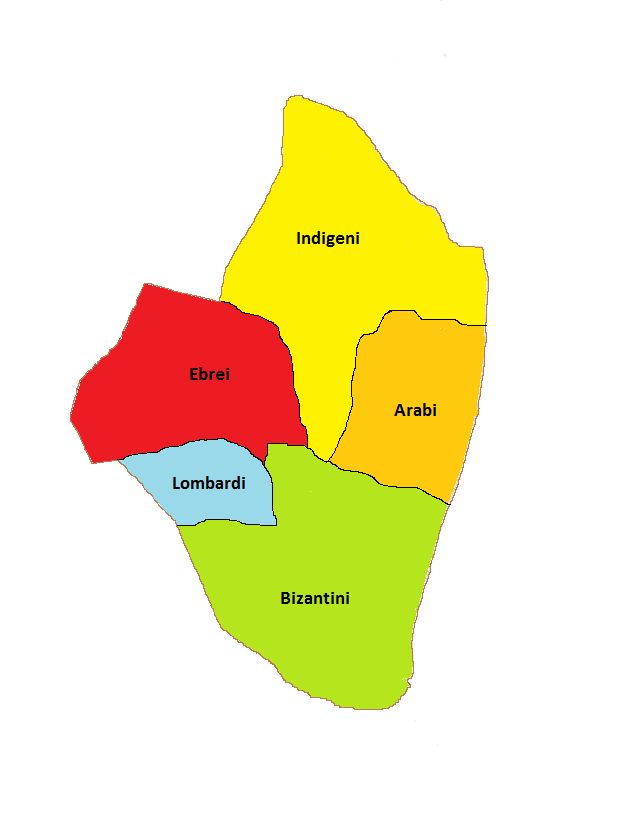
Suddivisione in quartieri etnici del Colle di Paternò in epoca medievale

Non si hanno documenti che possano attestare effettivamente che sotto la dominazione romana e quella bizantina, l'abitato di Paternò fosse concentrato nel colle vulcanico, ma si hanno notizie a partire dal periodo della dominazione araba iniziata verso il 901.
Il geografo Al-Muqaddasi nella sua opera del 985, vi fece una descrizione della città di Batarnù come un grosso casale caratterizzato da una elevata densità abitativa. A tutt'oggi infatti in una parte del colle paternese, è possibile riscontrare uno stile urbanistico fatto di stradette e da una grande concentrazione di abitazioni, che rendono l'abitato simile ad una casbah, ovvero una vera e propria rocca o fortezza araba installata nella collina.
In epoca saracena, nella collina vi erano concentrate sede amministrativa e militare, moschea, abitazioni, fondaci e le officine degli artigiani, e la popolazione probabilmente non superava le 2.000 unità.
La conquista normanna e la conseguente cacciata degli Arabi, avvenuta nel 1061 per opera del condottiero Ruggero I d'Altavilla, determinò una nuova mutazione dell'assetto urbanistico della città con l'edificazione del castello nel 1072, di imponenti fortificazioni o porte attorno alla collina, e la massiccia immigrazione di coloni «lombardi» venuti al seguito degli Aleramici.
L'islamizzazione di Paternò si limitò esclusivamente all'urbanistica, e la città tra l'inizio dell'XI secolo e la seconda metà del XIII, si ritrovò divisa in determinate zone etniche.
La popolazione era in prevalenza costituita da gente di religione cristiana, di confessione cattolica ed ortodossa. Secondo recenti scavi archeologici, i bizantini erano stanziati all'estremità della parte meridionale del colle, i lombardi nella parte sud-occidentale, gli ebrei in un'area denominata Piano Belvedere, corrispondente alla zona compresa fra l'antica chiesa di San Francesco e il cimitero (fino alla avvenuta espulsione del 1492), gli indigeni nella zona compresa tra il castello e la Gancia, ed invece i pochi musulmani rimasti erano concentrati nella parte orientale del colle attorno alla loro moschea.
All'epoca normanna risalgono gli edifici religiosi sul colle rimasti fino ai giorni nostri, ovvero la chiesa di Santa Maria dell'Alto e la chiesa di Santa Maria della Valle di Josaphat, quest'ultima voluta dalla contessa Adelaide del Vasto.

## Dalla collina alla pianura: il nuovo centro abitato di Paternò

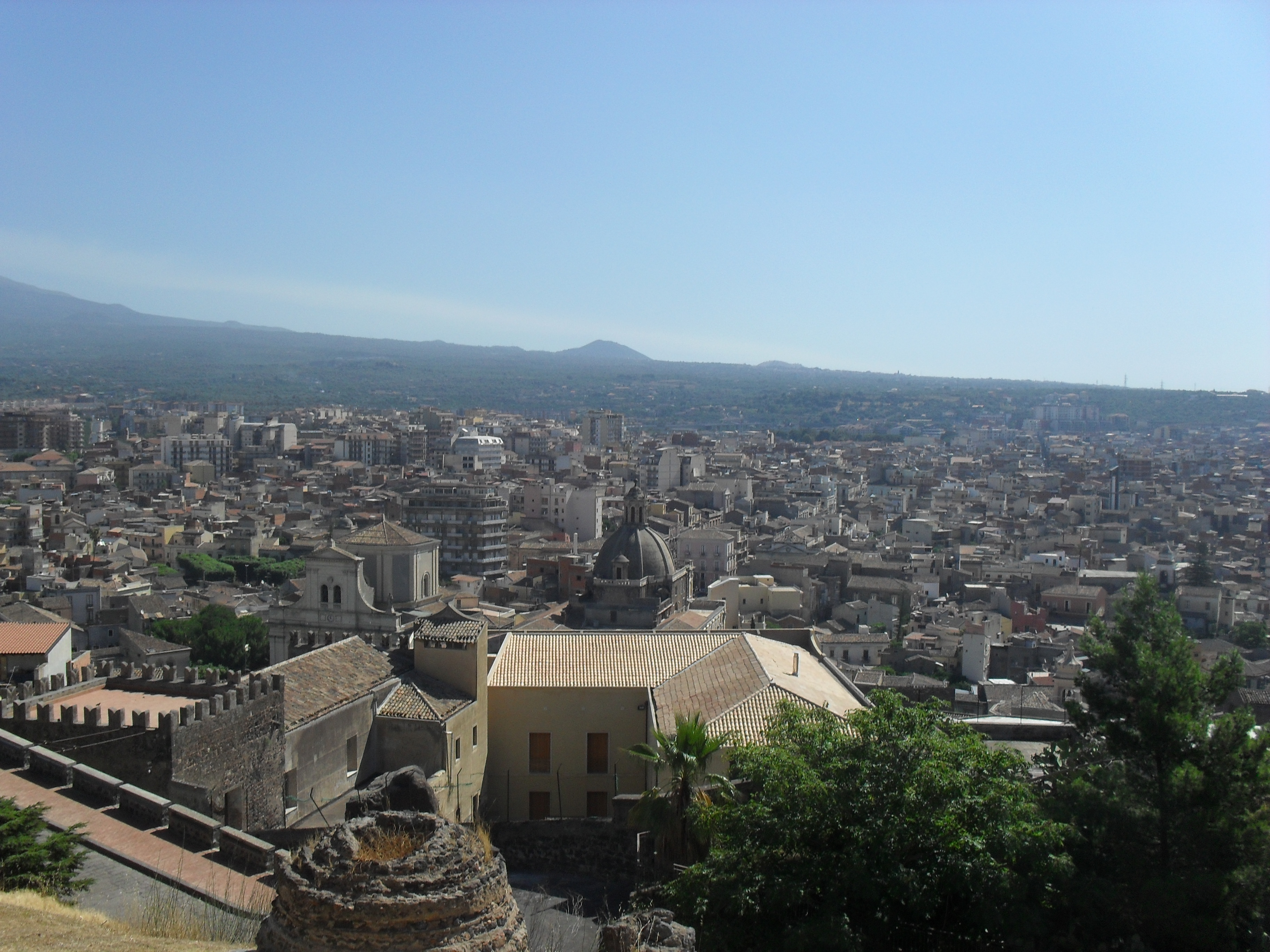
La parte "bassa" di Paternò

Nel 1456, la città di Paternò, passata a più riprese al Regio Demanio, fu acquistata dal conte di Adernò, il condottiero Guglielmo Raimondo V Moncada, esponente di una delle più importanti dinastie nobiliari di Sicilia, i Moncada, i quali dominarono la storia politica paternese per oltre quattro secoli fino all'Unità d'Italia.
Elevata a principato nel 1565, verso la fine del XVI secolo, la città conobbe un processo di espansione urbanistica con la costruzione di nuovi edifici civili, pubblici e sacri, che portarono l'abitato nella pianura sottostante al colle.
L'urbanizzazione della pianura sulla quale sorse il nuovo centro abitato di Paternò, proseguì per tutto il Seicento, dando origine ad un nuovo borgo denominato Palermo. Fu probabilmente questa nuova localizzazione della città ad evitare che questa fosse invasa dalla lava nell'eruzione dell'Etna del 1669, che invece recò distruzione al casale di Malpasso, che, su concessione del principe Luigi Guglielmo II Moncada, divenne comune autonomo e rimase parte integrante del principato.
L'espansione urbanistica nella parte bassa, subì un'ulteriore accelerazione nel Settecento dopo il violento terremoto del Val di Noto del 1693, che a Paternò causò la distruzione di gran parte degli edifici e 60 vittime su una popolazione complessiva di 4.011 unità. Nel XVIII secolo, infatti, si assistette ad una notevole mutazione dell'assetto urbanistico della città etnea: in quell'epoca furono avviate importanti opere pubbliche con la realizzazione di strade e piazze, che determinarono la formazione di nuove contrade o quartieri, spesso denominati per la presenza di un edificio religioso.
Vennero aperte la via Santa Caterina e la via del Cassero Vecchio, quest'ultima comunemente definita dagli abitanti a strata vecchia (cfr. it. "la strada vecchia") essendo la via più antica della città e rinominata molti decenni dopo via Garibaldi, poiché nel 1864 vi passò proprio Giuseppe Garibaldi, durante la sua visita in città. Furono altresì costruite la piazza Canali (odierna piazza Indipendenza), cosiddetta per l'abbondanza delle acque che l'attraversano, e la piazza Quattro Canti, odierna piazza Regina Margherita, a tutt'oggi detta i Quattro Canti.
Lo spostamento dalla parte alta alla parte bassa della città da parte degli abitanti, portò ad un progressivo spopolamento del colle e all'abbandono degli edifici sacri ivi situati. Per collegare le due zone, furono demoliti diversi antichi edifici a ridosso della collina, e nel 1773 furono avviati dei lavori che portarono alla realizzazione della Scalinata della matrice, completata nel 1782.
Con l'istituzione della Deputazione delle strade del 1797, nel 1802 venne progettata la via Ferdinandea, sul modello della via Etnea di Catania, per la cui realizzazione si dovettero attendere parecchi anni. Inizialmente l'opera venne sabotata per l'opposizione di un suddelegato del principe Giovanni Luigi Moncada, perché la strada gli tagliava una parte del cortile di casa sua, con un fico, in via del Cassero. La strada - rinominata via Vittorio Emanuele dopo l'Unità e detta la "strada dritta" per la sua struttura lineare - a causa di questo fatto storico, venne costruita con una larghezza assai modesta, un particolare che ai giorni nostri incide particolarmente per via del traffico veicolare molto intenso. Fu comunque la strada trionfale di Paternò, in cui vi furono costruiti numerosi palazzi in stile barocco dimora delle famiglie più abbienti. Altri edifici nobiliari e borghesi sorsero anche ai Quattro Canti, ai Canali, a San Biagio e San Francesco di Paola.
Nel 1831, dal territorio comunale si distaccò la frazione di Licodia, che si costituì comune autonomo sotto il nome di Santa Maria di Licodia.

## La città dal periodo dellaBelle Époquealla seconda guerra mondiale
Altre importanti opere furono realizzate a Paternò tra la fine dell'Ottocento e l'inizio del Novecento, anche se rispetto a quelle dei secoli precedenti non comportarono particolari modifiche alla struttura urbanistica della città: l'ultima grande opera pubblica fu la realizzazione della via Etnea, l'odierna via Giovan Battista Nicolosi (i cui lavori presero avvio nel 1875), detta la "strada traversa", perché interseca ai Quattro Canti con la via Vittorio Emanuele, e si creò un impianto a "croce di strade".
L'assenza di un piano regolatore negli anni precedenti, determinò una fisionomia della città il cui abitato si presentò disordinato, asimmetrico: attorno alle strade importanti rimasero stradine strette e tortuose ed edifici poveri, privi di elementi architettonici di valore. Soltanto nelle quattro strade principali (via Vittorio Emanuele, via Garibaldi, via G.B. Nicolosi, via Roma), vi furono costruite nuove palazzine costruite secondo lo stile architettonico eclettico tipico degli inizi del XX secolo.
A partire da quell'epoca, le opere pubbliche di maggiore rilevanza a Paternò furono realizzate all'esterno del centro abitato. Nell'estrema parte ovest della collina storica, nel 1887 sorse il Cimitero monumentale, i cui lavori per la sua costruzione erano iniziati dopo il 1866. All'estrema periferia est della città, in piena campagna e dopo cinque anni di lavori, nel 1895 venne inaugurata la Stazione della Ferrovia Circumetnea. Nel 1907 venne inaugurato il ponte sul Simeto, importante via di comunicazione tra Paternò e i comuni limitrofi, nei pressi dell'Oasi di Ponte Barca. A 14 km dal centro abitato, nel 1927, venne fondata la località agricola di Sferro.
Nel corso degli anni venti, l'attività edilizia si concentrò prevalentemente nell'area sudorientale della città, a saturazione del centro abitato. Le opere pubbliche più rilevanti dell'epoca, furono il prolungamento nella parte settentrionale della via Etnea, che passò oltre la città storica, e la realizzazione della strada ferrata nella zona orientale.
Nel 1939 fu inaugurato il Giardino Moncada, villa comunale sorta su un terreno agricolo situato poco prima dell'ingresso in via Vittorio Emanuele, e donato nel 1912 al Comune dal Cav. Carmelo Moncada, ricco possidente del luogo, già sindaco di Paternò.

## Il dopoguerra
Nell'estate del 1943, in pieno periodo bellico, la città venne danneggiata da una serie di violenti bombardamenti compiuti dall'aviazione militare anglo-americana, che distrussero una buona parte dell'abitato, in particolare al Centro storico. Alla fine del conflitto, venne avviato il processo di ricostruzione della città etnea, grazie ai finanziamenti del comm. Michelangelo Virgillito, a cui si deve in particolare la riedificazione del Santuario della Madonna della Consolazione, uscito semidistrutto e inaugurato nel 1954.
Negli anni successivi al dopoguerra, in particolare negli anni cinquanta-sessanta, il centro etneo fu interessato da un rapido e impetuoso sviluppo demografico ed edilizio.
L'assenza di un Piano regolatore generale da parte del Comune che avrebbe disciplinato la costruzione di edifici, generò un fenomeno comune a tutto il Mezzogiorno, ossia l'abusivismo edilizio. Paternò fu uno dei comuni dell'area etnea della provincia di Catania ad essere investiti da questo fenomeno, che determinò uno sviluppo disordinato della città nel suo arredo urbano, con il deturpamento di diversi angoli del Centro storico e della Collina storica, favorito dalla eccessiva tolleranza degli amministratori dell'epoca rispetto al fenomeno, responsabili delle troppe concessioni edilizie.
La nuova urbanizzazione del territorio di Paternò vide la nascita di nuove strade e piazze, come la via Emanuele Bellia - parallela alla via Vittorio Emanuele rispetto alla quale è anche più larga - la circumvallazione esterna nella parte settentrionale, la via Nazario Sauro, la via Fonte Maimonide (dove fu edificato lo stadio comunale) e la piazza della Regione, dove nel 1960 fu edificato un palazzo che ospitò la sede del municipio fino agli anni ottanta, e nel 1972 un'avveniristica fontana con mosaico a quattro lati, che raffiguravano alcuni avvenimenti storici della città. Nella parte meridionale del territorio comunale, a 6 km dal centro cittadino, sorse l'agglomerato industriale in contrada Tre Fontane, su un'area di 140 ettari, a seguito dell'istituzione il 26 marzo 1963 con decreto regionale n. 2390, del Consorzio ASI, ente provinciale nato per favorire l'insediamento di attività produttive.
Parallelamente nella campagna situata a nord del territorio paternese, fuori dal centro storico, andò a svilupparsi un quartiere "satellite", denominato Quartiere Ardizzone. Esso prese forma dopo il 1976, quando il Comune attuò un piano di edificazione dell'area, nella quale nel corso degli anni successivi, soprattutto dopo l'approvazione del primo P.R.G. il 21 settembre 1983 con decreto n. 345 concesso dalla Regione Siciliana, furono realizzate nuove strade (come corso del Popolo e corso Italia), palazzi, case popolari, attività commerciali, spazi verdi, uffici pubblici, scuole e una chiesa.
Tuttavia, però, questo piano regolatore, se da un lato ha favorito la nascita in città di un moderno e interessante modello urbanistico, dall'altro lato non fu in grado di arrestare il fenomeno dell'edilizia abusiva. Infatti, a causa dell'inacessibiltà di molte famiglie ai nuovi alloggi per ragioni economiche, un nuovo insediamento urbano andò a crearsi nella zona sud-orientale, il quartiere di Scala Vecchia-Palazzolo.

## Paternò oggi
Il P.R.G. del 1983 non fu in grado di affrontare il problema della carenza di alloggi. Dalla fine degli anni novanta fino ad oggi, Paternò registra una grave seppur contenuta, emorragia demografica, dovuta non solo al calo della natalità, ma anche dalla assenza di politiche abitative da parte dell'amministrazione comunale, che hanno determinato l'esodo di molti abitanti verso i comuni limitrofi come Belpasso (Valcorrente) e Ragalna, quest'ultima ex frazione comunale paternese costituitasi comune nel 1985.
Ad essere maggiormente colpita da questo problema, è la zona del Centro storico, in cui sempre maggiore è il numero degli immobili sfitti o in stato di abbandono e diroccamento. Eppure un secondo Piano Regolatore Generale era stato approvato il 5 maggio 2003 con decreto n. 483 concesso dalla Regione Siciliana, in cui era previsto: il recupero e la riqualificazione di molti edifici del centro storico; una capacità insediativa pari a 55.000 abitanti rispetto ai 46.000 insediati al 1997, con un nuovo fabbisogno abitativo calcolato in 9.000 stanze; un piano di viabilità con la realizzazione di importanti strade di collegamento tra l'area in cui sorge la stazione e il quartiere Ardizzone; l'urbanizzazione del quartiere Scala Vecchia-Palazzolo.
Nel 2009 l'amministrazione comunale aveva varato l'introduzione della ZTL nel tratto della via Vittorio Emanuele che va dalla piazza Regina Margherita fino alla Chiesa della Santissima Annunziata. La decisione di introdurre un'isola pedonale nella strada principale della città, ha generato parecchie lamentele dei cittadini per problemi generali relativi alla viabilità, nonché la chiusura di numerosi esercizi commerciali, ed ha costretto il Comune alla fine del 2011 a rimuovere la ZTL.
Il traffico veicolare è uno dei maggiori problemi che caratterizzano la Paternò di oggi. A causa della particolare struttura urbanistica del suo centro storico, fatto di strade di esigua larghezza e a senso unico, la città soffre di un grosso problema di congestione del traffico cittadino, causato in particolare dalla circolazione dei mezzi pesanti, costretti a percorrere le strade del centro per l'assenza di arterie viarie alternative.
Nel 2006 erano stati avviati i lavori per la costruzione di una circumvallazione esterna all'abitato che congiungesse le varie zone della città. Solo nel marzo del 2012 - vale a dire sei anni dopo la progettazione dell'infrastruttura - è stata aperta una parte di questo asse viario, che congiunge contrada San Marco con la parte bassa del Corso Italia, il cui tratto misura 1,5 km. Nei mesi di giugno e luglio dello stesso anno, è prevista l'apertura dell'altro tratto della circumvallazione che congiunge l'area industriale di contrada Tre Fontane con la strada provinciale 135.
L'opera è di fondamentale importanza per Paternò, che una volta ultimata e aperta alla circolazione dei veicoli, migliorerebbe il traffico di merci, snellirebbe finalmente il traffico nel centro storico e ridurrebbe lo smog, quest'ultimo causa di danni alla salute della popolazione e alle bellezze architettoniche di cui dispone la città etnea.